# Плавание в ластах на Всемирных играх 2001
Плавание в ластах на Всемирных играх 2001 включало розыгрыш десяти комплектов медалей.

## Призёры

### Мужчины
| Дисциплина       | Золото                                                                    | Серебро                                              | Бронза                                                               |
| ---------------- | ------------------------------------------------------------------------- | ---------------------------------------------------- | -------------------------------------------------------------------- |
| 50 м, апнеа      | Евгений Скорженко                                                         | Ли Юн                                                | Чжао Цзи                                                             |
| 100 м в ластах   | Евгений Скорженко                                                         | Сергей Ахапов                                        | Хуан Цзяньдун                                                        |
| 200 м в ластах   | Сергей Ахапов                                                             | Андреас Утцмайер                                     | Илья Сомов                                                           |
| 400 м в ластах   | Свен Галлаш                                                               | Гергей Юхос                                          | Илья Сомов                                                           |
| Эстафета 4х100 м | Илья Сомов · Евгений Скорженко · Максим Максимов · Сергей Ахапов · Россия | Чжао Цзи · Ху Хайлун · Хуан Цзяньдун · Ли Юн · Китай | Франк Вилле · Свен Кайзер · Свен Галлаш · Андреас Утцмайр · Германия |

### Женщины
| Дисциплина       | Золото                                                                            | Серебро                                             | Бронза                                                                        |
| ---------------- | --------------------------------------------------------------------------------- | --------------------------------------------------- | ----------------------------------------------------------------------------- |
| 50 м, апнеа      | Анастасия Кочнева                                                                 | Татьяна Комарова                                    | Чжу Баочжэн                                                                   |
| 100 м в ластах   | Лю Ци                                                                             | Татьяна Комарова                                    | Чжу Баочжэн                                                                   |
| 200 м в ластах   | Анастасия Глухих                                                                  | Лидия Горячева                                      | Сюзанна Йенцш                                                                 |
| 400 м в ластах   | Елена Грачёва                                                                     | Анастасия Глухих                                    | Беттина Мюллер                                                                |
| Эстафета 4х100 м | Татьяна Комарова · Лидия Горячева · Ирина Егорушкина · Анастасия Кочнева · Россия | Чжу Баочжэн · Ли Цинпин · У Сяохуэй · Лю Ци · Китай | Сюзанна Йенцш · Тина Хиршфельдт · Беттина Мюллер · Кристина Мюллер · Германия |